# Little Britain
Pour les articles homonymes, voir Little Britain (homonymie).
Little Britain est une série télévisée britannique créée par David Walliams et Matt Lucas et diffusée depuis le 16 septembre 2003 sur BBC Three puis sur BBC One. En France, la série a été diffusée sur TPS Cinéculte à partir du 19 novembre 2005, puis sur L'Énôrme TV en 2015.

## Synopsis
Au travers de sketches mettant en scène des personnages plus délirants les uns que les autres, cette série brosse un portrait au vitriol des travers de la société britannique.

## Distribution
- Matt Lucas : personnages divers (Sir Bernard Chumley, Mr. Cleeves, Marjorie Dawes, Gary, Andy, Dame Sally Markham, Vicky Pollard, Daffyd Thomas, etc.
- David Walliams : (Jason, Eddie (Emily) Howard, Anne, Sebastian Love, Lou, Ray McCooney, Denver Mills, etc.)
- Tom Baker : Le narrateur
- Joann Condon : Fat Pat
- Anthony Head : Le premier ministre
- Charu Bala Chokshi : Meera
- Geraldine James : Madame Pincher
- Imelda Staunton : Madame Mead
- Paul Putner : Personnages divers
- Steve Furst : Personnages divers

## Récompenses
- British Comedy Awards 2003 : Meilleure nouvelle série comique
- British Comedy Award 2004 : Meilleure série comique
- British Comedy Award 2004 : Meilleurs acteurs comiques pour Matt Lucas et David Walliams
- British Academy of Film and Television Arts Award 2004 : Meilleurs maquillages
- British Academy of Film and Television Arts Award 2005 : Meilleure série comique
- British Academy of Film and Television Arts Award 2005 : Meilleurs acteurs comiques pour Matt Lucas et David Walliams

## Personnages
- Géraldine "Bubbles" Devere : Bubbles est une femme souffrant d'obésité morbide, chauve (quand elle ne porte pas de perruque) et surtout désargentée. C'est l'ex-femme de Roman Devere et l'ennemie de Desiree, souhaitant récupérer son ex-mari.
- Desiree Devere : Desiree est la nouvelle femme de l'ex-mari de Bubbles. Tout comme Bubbles, elle souffre d'obésité, est chauve, et les deux femmes se détestent mutuellement.
- Vicky Pollard : Vicky est une adolescente vulgaire, caractérielle et délinquante.
- Daffyd Thomas : Daffyd est un gallois homosexuel excentrique clamant sans cesse et en se plaignant qu'il est le « only gay in the village », mais qui fait tout pour rester le seul gay du village et qui refuse tout contact avec d'autres homosexuels.
- Lou Todd et Andy Pipkin : Andy est un faux handicapé se déplaçant en fauteuil roulant, dont il n'a nul besoin. Lou, son ami dévoué, subit sans broncher tous ses caprices.
- Marjorie Dawes : Marjorie est chef d'un groupe de lutte contre l'obésité. Impitoyable, elle prodigue des conseils de régime à base de poussière (« La poussière ne contient pas de graisse... ») alors qu'elle-même est toujours en surpoids. Ne supportant aucune critique, elle humilie constamment les participants. En particulier, elle laisse libre cours à son racisme en abaissant une femme indienne dont elle prétend systématiquement ne pas comprendre l'anglais (pourtant excellent).
- Edward « Emily » Howard : Edward est un travesti peu raffiné qui tente de convaincre tout le monde qu'il est une « lady ».
- Sebastian Love : Sebastian est assistant du premier ministre, dont il est follement amoureux. Il est jaloux de l'épouse du PM, ainsi que des autres assistants en qui il voit autant de concurrents.
- Anne & Dr Lawrence : Anne est une malade mentale ayant de fréquentes crises délirantes, entrecoupées de quelques moments de lucidité. Le docteur Lawrence est son psychiatre et subit avec stoïcisme ses aberrations.
- Carol Beer : Carol travaille dans une banque, puis dans une agence de voyages. Peu concernée par son travail, elle répond systématiquement à ses clients, en pianotant sur son clavier : «Computer says no... »
- Harvey Pincher : Harvey est un bourgeois en âge de se marier qui choque son entourage (hormis sa famille) car il est toujours nourri au sein.
- Dudley Punt et Ting Tong Macadangdang : Dudley est un homme entre deux âges qui a commandé une femme par correspondance en Thaïlande. Mais Ting Tong Macadangdang est loin de ressembler à la jeune femme attrayante représentée sur la photo du catalogue..
- Le petit homme au casting de films
- L'hypnotiseur qui manipule sa petite copine au restaurant pour payer moins à l'addition
- Le jeune qui aime la grand-mère de son ami
- Deux bodybuilders jugés trop virils mais en réalité bien assez gays
- Un professeur inexpérimenté de collège
- Un inventeur qui sort toujours des bitumes de son paquet de céréales.
- Un directeur de restaurant qui joue de la flute à un couple de client et les dérange
- Une grand mère raciste qui aime les gâteaux mais les vomit car ils ont été confectionnés par des noirs

## Commentaires
Avant de devenir une série télévisée, Little Britain a débuté en 2001 sur les ondes de BBC Radio 4.